# Arkady Melua
Pour les articles homonymes, voir Méloua (patronyme).
 (novembre 2023).
Si vous disposez d'ouvrages ou d'articles de référence ou si vous connaissez des sites web de qualité traitant du thème abordé ici, merci de compléter l'article en donnant les références utiles à sa vérifiabilité et en les liant à la section « Notes et références ».
Arkady Melua (Arkadi Méloua en orthographe française), né le 7 février 1950 à Kazatine, est directeur général et rédacteur en chef de la maison d’édition Humanistica à Saint-Pétersbourg (Russie).

## Biographie
Diplômé de l’École supérieure de génie civil de Saint-Pétersbourg et docteur en philosophie, il fait d’abord carrière comme ingénieur au ministère de la Défense de l’URSS, et est sélectionné pour les vols spatiaux. Il publie ensuite plus de huit cents communications scientifiques (inventions, monographies, articles, documents pédagogiques et encyclopédiques) traitant de l’utilisation pacifique de l’espace, des technologies d’ingénierie, des sciences et techniques, de l’écologie et de l’histoire.
En 1990, il fonde l’encyclopédie scientifique Humanistica.
Il est élu président de la Fondation de l’histoire des Sciences de Saint-Pétersbourg (1986-2010).
En 1989 à Stockholm, il participe, avec le support du ministre soviétique des Affaires étrangères et de l’ambassadeur soviétique, aux travaux concernant rôle de la famille Nobel en URSS.
En 1991 à Saint-Pétersbourg, il organise deux symposiums concernant les lauréats du prix Nobel et l’inauguration d’une plaque commémorative à Alfred Nobel.
En 2011 et 2012, il parraine à Helsinki deux manifestations sur le thème de la famille Nobel en Russie. 